# Osiedle Piastowskie (Kętrzyn)
Osiedle Piastowskie (pot. Falklandy, Faluny) – osiedle mieszkaniowe, położone w północnej części Kętrzyna. Potoczna nazwa osiedla wiąże się z jego oddaloną od centrum lokalizacją, którą mieszkańcy utożsamiają z wyspami Falkalndzkimi.

## Zabudowa i zagospodarowanie terenu
Na osiedlu dominuje zabudowa mieszkaniowa wielorodzinna (klatkowa) w systemie OWT-67 i OWT-75. Na obrzeżach osiedla występuje również zabudowa jednorodzinna wolnostojąca, bliźniacza i szeregowa.

## Komunikacja
Główny ciąg komunikacyjny osiedla obejmuje ulice Bolesława Chrobrego, Kazimierza Wielkiego i Władysława Jagiełły. Spośród ulic osiedlowych można również wyróżnić ulice Królowej Bony, Królowej Jadwigi, Władysława Łokietka, Wierzbowa czy ul. Jarosława Dąbrowskiego.